# فتق إربي مباشر
الفتق الإربي المباشر هو بروز لأحد أحشاء البطن الداخلية إلى الخارج في منطقة المثلث الإربي.والفتاق الاربى المباشر هو ما يخرج كيسه من الفتحة الاربية، وقد ينزل حتى كيس الصفن في أحجامه الكبيرة.

## الأسباب
ضعف في عضلات وجدار البطن الأمامي
زيادة الضغط داخل التجويف البطني.
وله عدة اسباب اخري كالجهد البدني الزائد مثال الرياضة الشاقة كحمل الاثقال وغيرها من الرياضة التي تزيد الضغط علي جدار البطن والتدريب العسكري الشاق وحمل كل ما هو ثقيل. 
أيضا الكحة الشديدة وكتم العطس من اسباب الفتق.

## مكان الحدوث
يكون الفتق اما في الجانب الأيمن للعانة أو الايسر أو كلاهما. وهو شائع بكثرة عند الرجال.
ويبدأ الفتق بظهور انتفاخ تخرج اولا الشحوم وإذا اهمل تخرج الامعاء بمرور الزمن وقد يسبب الإهمال بالتواء في الأمعاء أو موت الجزء الذي يخرج وقد يعرض حياة المريض للموت.
وقد يصاب به الأطفال نسبة للبكاء الشديد أو عيب خلقي ولدو به.
غالبا عند كبار السن ويكون في كلا الجانبين
عنق هذا الفتق في منطقة المثلث الاربي على الجانب الانسي للشريان الشرسوفي السفلي

## مسار الفتق
يدفع الكيس المثلث الإربي إلى الأمام حتى يصل إلى الجزء الانسي من القناة الإربية

### علاقته مع الحبل المنوي
كيس الفتق يكون خلف الحبل المنوي ولذلك لا يصل إلى منطقة الصفن

## الشكل
شكله كروي

## وصلات إضافية
- أنواع الفتق والتصنيفات
- صور من الفتوق